# Бененсон, Григорий Иосифович
Григорий Иосифович (Осипович) Бененсон — российский промышленник и финансист, купец 1-й гильдии, директор-распорядитель торгово-промышленного товарищества «Григорий Бененсон» (торговля лесом, керосином, сахаром), товарищ председателя правления Общества Николо-Павдинского горного округа, член правления Сысертского Горного Округа, член правления Русско-Английского коммерческого банка.

## Биография
Учился на дому. 
С 1880 года управлял делами отца, крупного лесопромышленника в Северо-Западном регионе России. Постепенно развернул собственный бизнес в той же сфере. 
В 1889 году основал в Баку рисоочистительный завод для переработки риса из иранского сырья. Вскоре занял ведущее место среди экспортеров риса на внутреннем рынке страны.
В 1899 году в Черном городе (под Баку) построил (по другим сведениям,  купил у И.И. Алексеева) керосиновый завод и занялся выработкой очистительных масел и нефтяного топлива, в 1900 году построил там же второй керосиновый завод, затем приобрёл заводы, хранилища и технические сооружения для обработки нефти британской компании «Олеум».
В 1902 году учредил акционерное паевое общество «Торгово-промышленное товарищество Григорий Бененсон».
С 1906 года — в Петербурге, купец 1-й гильдии. 
Позже открыл (в современной терминологии) кинотеатр в Петербурге.
В 1911 году вместе с Ал. Дмитриев-Мамоновым получил разрешение 2-го Департамента Государственного совета, подтвержденного Е.И.В. Николаем II, на строительство железнодорожной ветви общего пользования нормальной колеи от ст. Дивенская (Севернао-Западная железая дорога) до с. Редкино. Длина — 48 вёрст. 
С 1911 года — директор Русско-Английского банка в Петербурге, в 1913—1917 годах — председатель правления данного банка, товарищ председателя правления Общества Николае-Правдинского горного округа, председатель Общества для доставления первоначального образования еврейским детям Песковского района.
В 1912 году Лобвинский лесопильный завод перешел во владение АО со смешанным русско–английским капиталом. Одним из самых крупных акционерами был Русско–Английский банк. В правление АО входил и Бененсон.
В 1912 году принимал участие в учреждении Русской кредитной и финансовой компании в Лондоне и покупке ею Сысертского горнозаводского округа, стал членом правления учреждённого при этом АО. 
В 1914 году вошёл в Оргкомитет для помощи евреям.
В 1915 году принимал участие в покупке британскими бизнесменами Ленского золотопромышленного товарищества. С конца 1916 года в обществе «Лена Голдфилдс» и его взаимоотношениях с «Лензото» произошли изменения: в  состав правления Ленского золотопромышленного товарищества вошли британец И.Г. Амори и россиянин Бененсон. 
В 1918 году переехал в Стокгольм, затем эмигрировал в Лондон.
В 1923 году вёл переговоры с большевиками о золотодобыче. Так, в письме Красина от 22.02.1923 сказано:

В Лондоне ко мне обратились представители «Лена-Гольдфильдс Лимитед» — небезызвестный в Петрограде банкир Бененсон, выехавший, если не ошибаюсь, из России в 1918 году в Швецию с покойным И. Е. Гуковским, и английский банкир Герберт Гедалла, совладелец Англо-Индийского Банка Гедалла. <…>
Названные лица обратились ко мне по поводу предоставления их обществу в концессию:
1) предприятий бывшего Ленского золотопромышленного Товарищества «Лензолото»;
2) Николо-Павдинского горно-промышленного округа;
3) Сысертского Горного Общества и
4) Алтайского Горного Общества (бывшая концессия Турн-Таксис)

В книге Саттона Энтони «Уолл-стрит и большевицкая революция» сообщаются следующие сведения:

Самым интересным из этих банкиров, обосновавшихся в Европе и действовавших в интересах большевиков, был Григорий Бененсон, прежний президент «Англо-Русского банка» в Петрограде — банка, в совета директоров которого входили лорд Бальфур (государственный секретарь по иностранным делам Англии) и сэр И.М.Х. Амори, а также С.Х. Крипс и X. Гедалла.
Бененсон приехал в Петроград после революции, затем переехал в Стокгольм. О нем поведал один сотрудник Государственного департамента:
«доведя до моего сведения, что с ним 10 миллионов рублей, он предложил их мне по высокой цене за использование нашего посольства в Архангельске».
Бененсон имел соглашение с большевиками об обмене 60 миллионов рублей на 1,5 миллиона фунтов стерлингов.

## Семья
Супруга — Софья Борисовна Гольдберг. 
Четверо детей: сын – Яков, дочери — общественный деятель, благотворительница, влиятельная сионистка Флора Бененсон-Соломон, мать Питера Бененсона, модельер Фира Бененсон, и переводчица и издатель Маня Харари.